# Pics Mule Ear
Les pics Mule Ear (en anglais : Mule Ear Peaks) sont deux sommets voisins du comté de Brewster, au Texas, dans le Sud des États-Unis. Ils culminent à 1 183 mètres d'altitude dans les monts Chisos. Ils sont protégés au sein du parc national de Big Bend, où un point de vue panoramique accessible depuis la Ross Maxwell Scenic Drive est aménagé pour observer depuis le nord-ouest leur silhouette caractéristique évoquant des oreilles d'âne.